# Fronteira Camarões–Chade
A fronteira entre Camarões e Chade é uma linha de 1094 km de extensão, sentido norte sul que separa o norte do leste de Camarões do território do sudoeste do Chade. Seu extremo norte fica dentro do Lago Chade onde faz fronteira tríplice com a Nigéria. Para o sul segue o curso do rio Logone por uns 400 km. Segue depois para oeste quase ao longo do paralelo 10 Norte por cerca de 200 km, indo no seu trecho final para o sudeste até à tríplice fronteira dos dois países com a República Centro Africana.
Passa junto à capital do Chade, N'Djamena, e por Bongor no mesmo país. Separa as regiões do Extremo Norte e Norte dos Camarões e as províncias de Lac, Hadjer-Lamis, N'Djamena, Mayo-Kebbi Est, Mayo-Kebbi Ouest e Logone Oriental do Chade.
Esta fronteira data de 1884, quando os alemães ali estabelecem um protetorado, enquanto o Chade passou a ser uma colônia francesa pelo Tratado de Paris em 1900. Com o final da Primeira Grande Guerra em 1918, os Camarões foram repartidos entre França (leste) e Reino Unido (oeste). A independência de ambas as nações ocorreu em 1960.